# 1488 Aura
1488 Aura eller 1938 XE är en asteroid upptäckt 15 december 1938 av den finske astronomen Yrjö Väisälä vid Storheikkilä observatorium. Den har fått sitt namn efter Aura å vid vilken observatoriet ligger.